# Meteor Moon
Meteor Moon ist ein US-amerikanischer Katastrophenfilm aus dem Jahr 2020 von Brian Nowak. Produziert wurde der Film von David Michael Latt für The Asylum.

## Handlung
Ein gigantischer Asteroid kollidiert mit dem Mond. Dadurch wird dieser aus seiner Umlaufbahn geworfen und droht in 64 Minuten mit der Erde zu kollidieren. Um diese Katastrophe zu verhindern, wird eine Taskforce bestehend aus hochrangigen Militärs und angesehenen Wissenschaftlern ins Leben gerufen.
Schließlich kommen sie zu dem Entschluss, ein künstliches Schwarzes Loch zu erzeugen. Im letzten Moment können sie es tatsächlich aktivieren und so den Mond beseitigen.

## Hintergrund
Der Film wurde zum größten Teil in den Central City Studios in Los Angeles realisiert.
In der Wissenschaft gilt ein Leben auf der Erde ohne Mond als unmöglich, und einige Wissenschaftler sind außerdem der Meinung, dass nur durch die perfekte Symbiose zwischen Erde und Mond Leben auf der Erde möglich ist. Die Erde auf Kosten des Mondes zu retten, wäre daher lediglich eine vorübergehende Weltrettung. Langfristig würde dem menschlichen Leben auf der Erde ohne Mond der Untergang drohen, da die Gezeiten entfallen würden und sich möglicherweise das Klima ändern würde.

## Rezeption
„Weiterer Aufguss eines sattsam bekannten Bedrohungsszenarios durch die Trashfilm-Schmiede The Asylum mit einem Minimum an formalem Aufwand bei der Umsetzung des lachhaften Plots. Darsteller, Dialoge, Kamera und Schnitt bewegen sich sämtlich auf unterem Laienniveau.“

„Hanebüchener Stuss ohne Effekte-Mehrwert.“

Cinema umschreibt das Drehbuch mit der Metapher eines Schwarzen Loches, als wäre es gar nicht existent.
In der Internet Movie Database kommt der Film bei etwas über 300 Stimmen auf eine sehr schwache Wertung von 2,3 von 10,0 Sternen.